# Diploprora
Diploprora là một chi thực vật có hoa trong họ Orchidaceae.